# Michele Scozia
Michele Scozia (Salerno, 25 novembre 1928 – 18 novembre 1995) è stato un politico italiano.

## Biografia
Esponente della Democrazia Cristiana, alle elezioni politiche del 1979 viene eletto alla Camera dei Deputati nella VIII legislatura della Repubblica Italiana dal collegio Salerno-Benevento. Alla Camera dei Deputati è stato membro e segretario della VIII Commissione Istruzione e Belle Arti. Conclude il mandato parlamentare nel 1983.
Dopo le elezioni amministrative del 1985, il 12 settembre diventa sindaco di Salerno, carica che mantenne per un anno e mezzo, fino all'8 marzo 1987. Rimane consigliere comunale a Salerno per la DC fino al 1993.
Muore nel novembre 1995, una settimana prima di compiere 67 anni.